# Lightweight Uphill
Das Lightweight Uphill war Deutschlands größtes Radsport-Bergzeitfahren und fand von 2006 bis 2012 jährlich im Juli in Deggenhausertal statt. 2011 und 2012 wurde die Veranstaltung als Deutsche Bergmeisterschaft ausgetragen. Das Rennen wurde seit 2006 durch den RSV Seerose e.V. und durch zahlreiche befreundete Radsportler aus dem Bodenseekreis ehrenamtlich organisiert. Aus dieser Gruppe ging Ende 2010 der Freundeskreis Uphill e.V. hervor.
Im August 2012 wurde seitens des Hauptsponsors (Lightweight) entschieden, das Rennen nicht mehr zu unterstützen.

## Geschichte
Das Rennen wurde im Jahr 2006 zum ersten Mal im Rahmen der Eröffnung des Stoppomat ausgetragen und war schon im ersten Jahr Deutschlands größtes Bergzeitfahren.
Starterzahlen:
- 2006: 560
- 2007: 620
- 2008: 650
- 2009: 690
- 2010: 710
- 2011: 950
- 2012: 900

## Streckenverlauf
Der Streckenverlauf ist auf der ersten originalen Stoppomat-Strecke auf den Höchsten von Urnau/Schönemühle über Wattenberg, Limpach, Azenweiler, Wahlweiler nach Glashütten. Die Strecke ist 8200 Meter lang und überwindet 360 Höhenmeter, in fünf Wellen mit bis zu 11 Prozent Steigung.

## Sieger
| 00Männer | 00Frauen |
| --- | --- |
| - 2006 Andreas Traxl - 2007 Andreas Ortner - 2008 Andreas Ortner - 2009 Andreas Ortner - 2010 Klaus Steinkeller - 2011 Dirk Müller - 2012 Dirk Müller | - 2006 Birgit Söllner - 2007 Birgit Söllner - 2008 Mirijam Hauser-Senn - 2009 Shannon Koch - 2010 Sabine Kratt - 2011 Tanja Ulrich - 2012 Tanja Edelmann |

## Deutsche Bergmeisterschaften
2011 und 2012 wurde der Lightweight Uphill als Deutsche Bergmeisterschaften des BDR ausgetragen. Hierbei wurde erstmals nach der Gundersen-Methode zunächst ein Einzelzeitfahren als Qualifikation mit anschließenden Verfolgerrennen durchgeführt. Rund ein Drittel der Fahrer aus dem Qualifikationslauf starteten mit den Abständen dieses Laufs zum Ergebnislauf. 

## Lizenzrennen
Die Veranstaltung beinhaltet folgende Kategorien nach BDR-Reglement 3.7 / 8 / 9 / 10 / 11 / 12 / 13 / 14 / 15 / 16 / 17 / 18 / 19 / 20 / 22 / 23 / 24 / 25.

## Hobbyrennen
Im Rahmen der Lizenzrennen starten rund 650 Hobbystarter aller Klassen. Die Klasseneinteilung findet nach den BDR-Kategorien statt.

## Organisation
Das Rennen wurde vollständig ehrenamtlich organisiert. Das Startgeld deckte zu ca. 40 % die Veranstaltungskosten. Die jährliche Finanzierungslücke wurde durch den Namensgeber geschlossen. Die Grundintension der Organisatoren war es eine jährliche Veranstaltung rund um den Stoppomat zu bauen, damit die Nutzer der permanenten Zeitmessanlagen einmal im Jahr die Chance haben, ihre gestempelte Bergfahrzeiten vor Publikum zu beweisen und die jeweiligen Kontrahenten kennenzulernen.
Veranstaltender Verein war der Freundeskreis Uphill.
Zu Ansprüchen der Organisatoren gehörte, dass den Teilnehmern ein Rennen auf abgesperrter Strecke mit elektronischer Zeitnahme neben Festzelt, Finishertrikot, Bühnenshow, heißen Duschen, Hersteller-Expo und Fotoservice geboten wurde.